# (3293) Rontaylor
(3293) Rontaylor ist ein Asteroid des Hauptgürtels, der am 24. September 1960 vom niederländischen Forscherteam Cornelis Johannes van Houten, Ingrid van Houten-Groeneveld und Tom Gehrels im Rahmen des Palomar-Leiden-Surveys entdeckt wurde. 
Der Asteroid ist nach dem US-amerikanischen Astronomen Ronald C. Taylor benannt.